# Horornis ruficapilla
Horornis ruficapilla é uma espécie de ave da família Cettiidae.
Apenas pode ser encontrada nas Fiji.